# Arthur Somervell
Arthur Somervell (født 5. juni 1863 i Windermere, Westmorland, død 2. maj 1937) var en engelsk musiker.
Somervell, der var elev af Stanford og Berlins Hochschule, koncertdirigent og musikinspektør i Skotland, var kendt som en af Englands mest yndede sangkomponister (cyklussen: James Lee's Wife og Maud, den populære The Shepherds Cradle Song med mere); men har også for øvrigt en stor produktion, omfattende en symfoni og andre symfoniske værker, koncerter, suiter, korværker, kirkelige korstykker, operetter, pædagogiske arbejder med mere.

## Udvalgte værker
- Symphony (i D-dur) "Thalassa" (Hav) (1912) - for orkester
- Violinkoncert (1930) - for violin og orkester
- Klaverkoncert "Højland" (1920) - for klaver og orkester
- "En brudt bue" (1923) - sangcyklus